# In terra pax (Martin)
In terra pax (deutsch: „Friede auf Erden“) ist der Titel eines Oratoriums des Schweizer Komponisten Frank Martin (1890–1974), das zum Ende des Zweiten Weltkriegs 1945 uraufgeführt wurde.

## Entstehung
René Dovaz, Direktor von Radio Genf, beauftragte Frank Martin zu Beginn des Sommers 1944 mit der Komposition eines Chorwerks, das unmittelbar nach Ende der Kampfhandlungen des Zweiten Weltkrieges gesendet werden sollte. Martin war sich darüber im Klaren, dass dies nur ein religiöses Werk sein konnte und wählte für sein als Oratorio brève bezeichnetes Werk, dem er den Titel In terra pax gab, geeignete Bibelstellen aus. Er äußerte dazu: „[…] Ich glaube nicht, dass ich, während ich dieses Oratorium komponierte, jemals irgendwelche Illusionen über die Art des Friedens hatte, der dem Ende des Krieges folgen würde. Aber dieser Mangel an Illusion konnte mich nicht an dem Versuch hindern, den Übergang von tiefster Verzweiflung zur Hoffnung auf eine leuchtende Zukunft auszudrücken. Und das bedeutete dann, dass ich in den Worten Christi die absolute Forderung nach Vergebung – wie sie in seiner Lehre enthalten ist – aussage, ohne die ein wirklicher Friede unfassbar ist. […].“
Die Komposition von In terra pax war im Oktober 1944 abgeschlossen. Die Uraufführung fand am 7. Mai 1945 in Genf mit dem Orchestre de la Suisse Romande unter Leitung von Ernest Ansermet statt.

## Besetzung
Das etwa dreiviertelstündige Werk erfordert fünf Solostimmen (Sopran, Alt, Tenor, Bariton und Bass), zwei vierstimmige Chöre, Mädchenchor ad libitum und großes Orchester folgender Besetzung: 2 Flöten (2. auch Piccoloflöte), 2 Oboen (2. auch Englischhorn), 2 Klarinetten (mit Bassklarinette), 2 Fagotte, 4 Hörner, 2 Trompeten, 3 Posaunen, Tuba, Pauken, Schlagwerk, Celesta, 2 Klaviere und Streicher.

## Beschreibung
Martin stellte für sein Oratorium Verse aus Jesaja, den Psalmen, den Evangelien und der Offenbarung zusammen. In seinem eigenen Werkkommentar heißt es: „Der erste Teil handelt vom Krieg selbst, den die Propheten als die Folge des Zornes Gottes betrachten. Der zweite bringt die Ankündigung der Befreiung, den Freudenausbruch eines Volkes, das eine erneuerte Hoffnung und neues Leben in sich fühlt. Der dritte Teil führt einen gänzlich neuen Gedanken ein: Die Vorstellung von Christus. Sie ist weitgehend den Prophezeiungen des Jesaias entnommen, der den Diener des Ewigen Gottes als einen Verachteten beschreibt, als ein Lamm, das zur Schlachtbank geführt wird. Dieser Text enthält Antwort durch einige Aussagen Christi, die auf der Notwendigkeit von Vergebung und Liebe, Bedingungen für einen wahren Frieden, bestehen. Der Chor endet dann mit dem Vater unser. Der vierte Teil schließlich beschwört, indem er sich von den weltlichen Angelegenheiten befreit, den neuen Himmel und die neue Erde, wo alle Tränen getrocknet sein werden, wo es keine Schreie, kein Leiden mehr geben wird […].“
Die einzelnen Abschnitte des vierteiligen, im Original französischsprachigen Werks (die bei der Universal Edition erschienene Partitur enthält auch eine deutsche Übersetzung von Romana Segantini) sind folgendermaßen überschrieben:
1. Teil:
1. Lorsque l’Agneau rompit le premier sceau, Con moto
2. Mon Dieu, Mon Dieu, Andante quasi largo
3. Malheur au peuple chargé de péchés!, Allegro furioso
4. Eternel, Dieu de mon salut, Molto moderato

2. Teil
1. Sentinelle, que dis-tu de la nuit?, Adagio
2. Mais les ténèbres ne régneront pas toujours, Andante
3. Consolez, consolez mon peuple, Con moto

3. Teil
1. Voici, mon serviteur, Largo
2. Heureux les affligés, Andante molto tranquillo
3. Notre Père, qui es aux cieux, Adagio

4. Teil
1. Puis je vis un nouveau ciel, Allegro moderato

Frank Martin hatte mit dem 1942 uraufgeführten Oratorium Le vin herbé zu einer persönlichen Tonsprache gefunden, die Zwölftontechnik und Tonalität verbindet, und auch bei In terra pax zur Anwendung kommt. Der Chor singt trotz 8-stimmiger Besetzung vielfach homophon, einstimmig bzw. unisono, häufig wird auch Kanon-Technik eingesetzt.
Den 1. Teil beginnt ein längeres, teils dramatisches Bariton-Rezitativ mit Schilderung der Apokalyptischen Reiter. Der Chor drückt die Furcht der Menschheit aus und fleht mit den Worten des Gekreuzigten („Mein Gott, warum hast Du mich verlassen“). Eine Bass-Arie, in die Einsätze des Chors verwoben sind, kündet von Verdammnis und Jüngstem Gericht, dem ein weiteres flehentliches Gebet von Soli und Chor folgt.
Ein Tenorsolo eröffnet den 2. Teil, der Chor schließt mit einem Bußgesang um Gnade und Barmherzigkeit an, bevor mit einem freudigen Psalm die Rückkehr des Friedens gefeiert wird. Am Ende steht eine eng geführte, vierstimmige Chorfuge.
Eine 8-taktige, einstimmige Melodie in den Streichern am Beginn des 3. Teils wird auch dem einsetzenden Solo-Alt mit Prophezeiungsworten Jesajas unterlegt und kehrt im weiteren Verlauf in Abwandlungen vielfach passacaglienhaft wieder. Nach Worten aus den Seligpreisungen im Solotenor beschließt ein einprägsames Vaterunser der Chöre den 3. Teil.
Der 4. Teil kehrt zur Offenbarung des Johannes zurück und schildert zunächst im Bariton-, später Bass-Solo die Visionen eines neuen Himmels und neuen Lebens. Chöre und Solisten beschwören gemeinsam die Allmacht Gottes und nach letzten polytonalen Rückungen im Orchester mündet das leise ausklingende Werk in D-Dur.